# Arès – Der letzte seiner Art
Arès – Der letzte seiner Art (Originaltitel: Arès) ist ein 2016 erschienener französischer Film von Jean-Patrick Benes.

## Handlung
Frankreich, im März 2035: Großkonzerne haben die Staatsverschuldung des bankrotten Staates übernommen und sind dadurch in der Lage, auch die Politik des Landes zu bestimmen. Die Nutzung und der Handel des eigenen Körpers zu Menschenversuchen sowie Stimulanzien wurden legalisiert. Aufgrund der Befürchtung vor Ausschreitungen infolge der hohen Arbeitslosigkeit von 15 Millionen und Obdachlosigkeit wurde der Besitz von Schusswaffen unter hohen Strafandrohungen verboten. Eine Einkommensmöglichkeit ist eine neue Art von Kampfsport, bei dem die Kämpfer von Pharmaherstellern gesponsert werden, die wiederum die Kämpfe nutzen, um ihre Stimulanzien zu testen und medienwirksam zu vermarkten.
Reda, der unter dem Kampfnamen Arès auftritt, ist einer dieser Kämpfer. Zunächst erfolgreich, erlitt er jedoch vor zehn Jahren infolge der Gabe einer neuen Substanz einen Schlaganfall und muss sich fortan mit schlecht bezahlten Kämpfen und Einsätzen als Hilfspolizist über Wasser halten. Seine Freundin ist die Polizeibeamtin Altman, die zur Abwehr der Aufstände auf den Straßen Kämpfer wie Reda rekrutiert und stundenweise als Polizeikräfte einsetzen lässt. Bei einem dieser Einsätze bekommt Reda mit, wie seine Nichte Anouk verhaftet wird und kann ihre Freilassung aus dem Personengewahrsam bewirken. Anouk ist wie ihre Mutter Carla, Redas Schwester, in einer Untergrundbewegung aktiv, was Reda nicht gutheißt.
Die Generaldirektion des Pharmaunternehmens Donevia will den Aufsichtsrat ihres Unternehmens durch die medienwirksame Vorstellung neues Mittels HSX, das eine phänomenale Leistungssteigerung verspricht, von ihrem Kurs überzeugen. Als Kandidaten wählen sie Reda, der weit unten in der Rangliste steht und dessen Sieg gegen einen Topkämpfer besonders aufsehenerregend wäre. Als sein Trainer Reda im Auftrag der Unternehmensvertreterin Anna die neue Substanz, die nur wenige Menschen vertragen, vorstellt, lehnt Reda den Test trotz der in Aussicht gestellten hohen Siegprämie ab. Er möchte bald aus der Szene aussteigen und mit seinen Ersparnissen einen Kiosk übernehmen.
Nachdem seine Schwester Carla aufgrund des Besitzes einer halbautomatischen Schusswaffe verhaftet wird, scheitert Reda bei der Polizei mit dem Versuch, die Schuld auf sich zu nehmen. Reda nimmt die Kinder Carlas, Anouk und ihre jüngere Schwester, zu sich, da sie ansonsten in ein Heim kämen. Er lehnt es strikt ab, mit der Untergrundbewegung zusammenzuarbeiten, um seine Schwester freizubekommen. Bei einem Besuch im Gefängnis berichtet seine Schwester ihm, die Waffe sei ihr untergeschoben worden. Reda ist der Ansicht, sie nur mittels Bestechung aus dem Gefängnis befreien zu können. Seine Freundin Altman erklärt ihm, Carla würde aufgrund ihrer Tätigkeit im Untergrund als Terroristin angesehen und sehe einer Gefängnisstrafe von zehn Jahren entgegen; gegen eine Bestechung von 100.000 Euro sei es aber möglich, die Beweismittel verschwinden zu lassen. Reda entschließt sich, auf den Test mit der Substanz HSX einzugehen. Die Substanz soll ihm für fünf Minuten eine enorme Leistung verleihen, doch ob sein Herz die Belastung vertrage, sei nicht sicher. Er lässt seinen Nachbarn, den Cross-Dresser Myosotis, der sein Privatleben auf einer Pornowebsite für schwule Männer live streamt, mit den Ersparnissen für den Kiosk auf sich wetten.
Aufgeputscht von der Droge kann Reda seinen Kampf gegen den ausgewählten Topkämpfer entgegen den Erwartungen der Buchmacher wie auch seines Trainers gewinnen. Er erleidet zwar einen Anfall, überlebt aber. Der Aufsichtsrat von Donevia ist zufrieden und stimmt für die Fortsetzung des Programms. Durch eine sehr hohe Geldsumme, die den sozialen Aufstieg ermöglicht, wird Reda überzeugt, weitere Kämpfe zu bestreiten. Als er mit Altman seine Schwester im Gefängnis abholen will, muss er erfahren, dass sie gestorben ist, als sie einen anderen Insassen beschützen wollte. Altman will ihm das Bestechungsgeld zurückgeben, doch Reda bittet sie, es zu behalten und herauszufinden, wer seine Schwester verraten hatte. Von Boris, der ebenfalls in der Untergrundbewegung tätig ist und sich in Redas Smart-TV hackt, erfährt er, dass der Telefonanruf, der zur Festnahme seiner Schwester führte, von einer Telefonzelle vor dem Büro seines Trainers erfolgte.
Reda überlässt die Kinder seiner Schwester der Obhut seines Nachbarn, um einen weiteren Kampf zu bestreiten, den er jedoch nach wenigen Sekunden mit einem Knockout verliert. Die Aktienkurse von Donevia fallen daraufhin rapide und das Unternehmen beschließt, Reda zur Aufklärung zu zwingen. Reda wird von Myosotis abgeholt, der in seinem Auftrag vor dem Kampf gegen Reda gewettet hatte. Reda bittet seinen Nachbarn, die Gewinnsumme abzuholen, da er sich mit den Mädchen absetzen will. Für den Fall, dass ihm etwas zustoßen sollte, gibt er Myosotis die Rufnummer seiner Freundin Altman. Reda sucht seinen Trainer auf, der alles auf ihn gesetzt hatte und nun finanziell ruiniert ist. Reda spritzt ihm die Droge, die er für den Kampf nicht genommen hatte, und der Trainer, der sie nicht verträgt, stirbt. Reda wird von der Unternehmensvertreterin Anna von Donevia abgepasst, die ihm deutlich macht, dass Donevia die Kinder seiner Schwester in seine Gewalt gebracht hat. Um Reda zur Kooperation zu zwingen, verschaffte sich Altman, die in Wahrheit für den Konzern Donevia arbeitet, zwischenzeitlich Zutritt zur Wohnung von Myosotis und nahm die beiden Mädchen als Geisel.
Unterdessen ruft Myosotis zu Hause an, um den Mädchen seine Ankunft anzukündigen. Altman zwingt Anouk, den Telefonanruf anzunehmen, die Myosotis sagt, Reda werde sie alle zum Essen einzuladen, um sich zu bedanken. Da sich Reda noch nie bei Myosotis bedankt hatte, schöpft dieser Verdacht. Auf dem Livestream seiner Wohnung sieht er, dass eine Person die beiden Mädchen in ihrer Gewalt hat. Als Reda seinen Telefonanruf nicht beantwortet, ruft er Altman an, dessen Telefonnummer ihm Reda für den Notfall gegeben hatte. Auf dem Stream sieht er, dass es Altman ist, die Redas Nichten in ihrer Gewalt hat.
Reda wird vor den versammelten Aufsichtsrat von Donevia gebracht. Er gibt zu, das Mittel vor dem Kampf nicht genommen zu haben und soll dort vor den Augen der Anwesenden die Wirkung der Droge HSX an einem Vergleich mit dem genetischen Klon des besten Kampfsportlers demonstrieren. Anna spritzt ihm zu diesem Zweck die Droge. Zwischenzeitlich gelingt es Myosotis und dem von ihm alarmierten Boris, Altman zu überwältigen und töten. Boris hackt sich in das System von Donevia und gibt Reda Bescheid, dass es seinen Nichten gut geht. Reda überwältigt den Vorstandsvorsitzenden und wirft ihm aus dem Fenster. Der Aufsichtsrat flüchtet und Reda wird von zwei Klonen angegriffen. Anna gibt jedoch die Anweisung, sie bräuchte Reda in jedem Falle lebend, um die Forschung fortzusetzen. Durch das Mittel HSX mit enormen Kräften ausgestattet, kann Reda die Klone töten. Er entscheidet sich jedoch, Anna nicht zu töten, sondern die Daten über die Experimente an die Untergrundbewegung von Boris zu übermitteln. Danach ruft Reda seine Nichte Anouk an und erklärt ihr, er sei für Donevia zu wertvoll, sodass sie ihn niemals gehen lassen würden. Er lässt Myosotis seinen Dank ausrichten und begeht Suizid.
Unterstützt von den Daten, die Reda an die Untergrundbewegung übermittelt hat, formiert sich eine Revolte gegen die bestehenden Zustände.

## Produktion
Die Produktionskosten beliefen sich auf vier Millionen Euro. Der französische Regisseur Louis Leterrier zeichnete für die Überarbeitung des Drehbuches und die Inszenierung der Kämpfe verantwortlich. Unter seiner Regie entstanden im November 2013 Aufnahmen der Proteste in der Ukraine, die im Film verwendet wurden. Nachdem die erste Fassung des Films nicht überzeugte, wurde die Veröffentlichung um ein Jahr verschoben und der Film unter Regie von Louis Leterrier überarbeitet.
Die Premiere des Filmes erfolgte auf der Comic Con Paris am 21. Oktober 2016.

## Synchronisation
| Rolle            | Darsteller       | Synchronsprecher     |
| ---------------- | ---------------- | -------------------- |
| Arés             | Ola Rapace       | Klaus-Dieter Klebsch |
| Altman           | Hélène Fillières | Dana Friedrich       |
| EuroOne-Sprecher | François Berland | Matthias Klages      |
| Kommentator #2   | Florent Oullié   | Matthias Klages      |
| Tyro             | Yvon Martin      | Matthias Klages      |
| Vernehmer        | Alexis Michalik  | Matthias Klages      |
| Maé              | Élina Solomon    | Merle Rebstock       |

## Rezeption
Volker Schönenberger merkte an, dass der Film Kampfkunst mit Science-Fiction vereine. Es sei dem Regisseur gelungen, „mit einem Blick auf kommende Zeiten Aussagen über das Hier und Heute zu machen“. Der Zuschauer erhalte einen Einblick in eine Zukunft der übermächtigen Konzerne.